# Blake Speers
Blake Speers, född 2 januari 1997, är en kanadensisk professionell ishockeyforward som spelar för New Jersey Devils i National Hockey League (NHL). Han har tidigare spelat på lägre nivå för Sault Ste. Marie Greyhounds i Ontario Hockey League (OHL).
Speers draftades i tredje rundan i 2015 års draft av New Jersey Devils som 67:e spelare totalt.

## Statistik
| 2009–2010  | Soo Greyhounds              | NOMBHL     | 17  | 13  | 14  | 27  | 4  | —  | — | —  | —  | —  |
| 2010–2011  | Soo Thunder                 | NOMBHL     | 20  | 42  | 19  | 61  | 8  | —  | — | —  | —  | —  |
| 2011–2012  | Soo Thunder                 |            | 97  | 142 | 146 | 288 | 36 | —  | — | —  | —  | —  |
| 2012–2013  | Soo Thunder                 | NDMHL      | 61  | 43  | 70  | 113 | 36 | —  | — | —  | —  | —  |
| 2013–2014  | Sault Ste. Marie Greyhounds | OHL        | 62  | 19  | 21  | 40  | 12 | 9  | 0 | 3  | 3  | 0  |
| 2014–2015  | Sault Ste. Marie Greyhounds | OHL        | 57  | 24  | 43  | 67  | 12 | 14 | 3 | 6  | 9  | 4  |
| 2015–2016  | Sault Ste. Marie Greyhounds | OHL        | 68  | 26  | 48  | 74  | 42 | 12 | 6 | 4  | 10 | 8  |
| 2016–2017  | New Jersey Devils           | NHL        | 1   | 0   | 0   | 0   | 0  | —  | — | —  | —  | —  |
| NHL totalt | NHL totalt                  | NHL totalt | 1   | 0   | 0   | 0   | 0  | —  | — | —  | —  | —  |
| OHL totalt | OHL totalt                  | OHL totalt | 187 | 69  | 112 | 181 | 66 | 35 | 9 | 13 | 22 | 12 |